# Abdelaali El Badaoui
 (mars 2024).
Abdelaali El Badaoui, né en 1983, est un infirmier et militant associatif français. Il est président et fondateur de l’association Banlieues Santé et cofondateur de l'association Banlieues Climat.

## Biographie
Abdelaali El Badaoui nait dans le nord de la France ; sa famille — deux parents bergers originaires du Maroc, n'ayant pas été scolarisés, et six frères et sœurs — déménage en Seine-et-Marne lorsqu'il a sept ans.
Pendant son enfance, il est victime d'un accident domestique qui le brûle à plus de 70%. En 2002, il est vice-champion d’Europe junior de cross par équipe. Il est contraint d'arrêter sa pratique sportive en raison d’une blessure à la malléole. Sans diplôme, il intègre un IFSI grâce à une validation des acquis. 
Il crée officiellement Banlieues santé en 2018 même si l'association existe de façon informelle depuis 2006,.
En décembre 2022, il cofonde l'association Banlieues Climat aux côtés de Sanaa Saitouli, Féris Barkat et Sefyu.

## Récompense
En 2020, il reçoit le prix du citoyen européen, décerné par le Parlement européen, en reconnaissance de l’apport de Banlieues Santé à la société française.